# Trận Wilderness
Trận Wilderness diễn ra trong các ngày 5–7 tháng 5 năm 1864, là trận đánh đầu tiên trong chiến dịch Overland của trung tướng Ulysses S. Grant (với sự hỗ trợ đắc lực của Thiếu tướng George Meade) năm 1864 tấn công binh đoàn Bắc Virginia của liên minh miền Nam do đại tướng Robert E. Lee chỉ huy tại Virginia. Trong trận giao tranh vô cùng tàn khốc này, quân đội hai bên đều bị thiệt hại nặng nề, dấu hiệu bắt đầu của một cuộc chiến tranh tiêu hao đẫm máu do Grant tiến hành chống lại đội quân của Lee và sau đó là thủ đô Richmond của miền Nam. Chiến địa Wilderness nằm không xa trận Fredericksburg và trận Chancellorsville diễn ra hồi các năm 1862 và 1863. Trận đánh kết thúc với bế tắc chiến thuật, khi Grant ngừng chiến và tiếp tục tiến quân về phía đông nam. Do đó, trận Wilderness trở thành một thắng lợi chiến lược của quân đội miền Bắc, họ đã giữ được quyền chủ động chiến lược sau thắng lợi trong trận này để mà phát huy Chiến dịch Overland. Bằng thắng lợi này, ông cùng với Meade đã tận dụng quân số áp đảo để hạ gục dần dần binh lực của Lee.
Grant đã cố gắng hành quân thật nhanh qua rừng cây rậm rạp Wilderness tại Spotsylvania, nhưng Lee đã tung 2 quân đoàn của mình ra chặn đánh ông. Grant bạo dạn thúc quân lâm chiến, và sáng ngày 5 tháng 5, quân đoàn V của miền Bắc của thiếu tướng Gouverneur K. Warren đã tấn công quân đoàn 2 của miền Nam do trung tướng Richard S. Ewell chỉ huy tại đường Orange Turnpike. Chiều hôm đó quân đoàn 3 của miền Nam dưới quyền trung tướng A.P. Hill đã phản công vào sư đoàn của chuẩn tướng George W. Getty (thuộc quân đoàn VI) và quân đoàn II của thiếu tướng Winfield S. Hancock trên đường Orange Plank. Chiến sự diễn ra kịch liệt cho đến tối nhưng rơi vào bế tắc khi quân đội hai bên đều cố gắng vận động trong rừng rậm. Cây rừng rậm rạp đã khiến cho quân đội của Grant không thể phát huy ưu thế về quân số và pháo binh của mình.Sáng sớm ngày 6 tháng 5, Hancock tấn công dọc theo đường Plank, đẩy quân đoàn của Hill vào cảnh hỗn loạn, nhưng quân đoàn 1 của trung tướng James Longstreet đã tới kịp lúc và cứu cho cánh phải của quân miền Nam khỏi sụp đổ. Longstreet tiếp tục bằng một cuộc tấn công bọc sườn bất ngờ từ một tuyến đường xe lửa chưa hoàn thiện và đánh bật quân của Hancock về tuyến đường Brock, nhưng không còn đà tấn công khi Longstreet bị quân mình bắn bị thương. Đến tối, thiếu tướng John B. Gordon công kích sườn phải của quân miền Bắc và gây kinh hoàng tại sở chỉ huy đối phương, nhưng phòng tuyến cuối cùng cũng ổn định lại và cuộc chiến kết thúc. Quân đội miền Bắc chỉ chiếm được không mấy đất đai trong khi cả hai phe đều bị thiệt hại không nhỏ.
Sau khi quân miền Nam phản công thất bại, hai bên chỉ giao tranh lẻ tẻ trong ngày 7 tháng 5 năm 1864. Trận Wilderness là lần đầu tiên mà hai vị danh tướng của cuộc Nội chiến Hoa Kỳ là Ulysses. S. Grant và Robert E. Lee đụng độ với nhau, và là một cuộc giao chiến tàn khốc nhất của lực lượng Bộ binh hai phe trong cuộc chiến, bởi vì chỉ có quân Bộ binh hai bên mới ác chiến với nhau chứ quân Pháo binh đã bị kẹt cứng trong trận này, ngoài ra những tiếng gào thét của binh sĩ hai bên đã khiến cuộc hỗn chiến trở nên hết sức ghê gớm. Trong ngày 7 tháng 5, Grant ngừng chiến nhưng ông không hề rút lui giống như những vị tướng lĩnh tiền nhiệm của Liên bang miền Bắc khi gặp phải những trận chiến đẫm máu như vậy, không chỉ ông đã đánh bại mọi cuộc phản công của quân miền Nam. Dù ông hoảng hồn trước thiệt hại của quân đội ông trong trận đánh này, ông đã ra một quyết định quan trọng: ông tổ chức cuộc hành quân về phía đông nam, với ý định bỏ qua Wilderness để tiến vào khu vực nằm giữa đội quân của Lee và Richmond, dẫn đến trận Spotsylvania Court House đẫm máu sau đó. Sau thất bại chiến lược trong trận Wilderness, Lee không thể có thời gian nghỉ ngơi trước sức tấn công dồn dập của Grant. Tổn thất to lớn của quân đội miền Bắc trong trận đánh đẫm máu đã góp phần khiến cho người ta gọi Grant là "tay đồ tể", nhưng ông hiểu rằng, trận Wilderness, cũng như những trận chiến đẫm máu về sau đó đã mang lại tỷ lệ thiệt hại cao hơn cho quân đội của Lee, hơn nữa nguồn lực của miền Nam yếu ớt hơn miền Bắc rất nhiều vậy mà với thất bại này Lee không tài nào ngăn nổi phương thức chiến tranh tiêu hao của Grant. Sau trận Wilderness, tuy Binh đoàn Potomac của miền Bắc bị kiệt quệ, nhưng vẫn còn sinh khí chiến đấu và không hề thất trận.

## Bối cảnh
Vào tháng 1 năm 1864, Grant được triệu hồi từ Mặt trận miền Tây, được thăng làm Thiếu tướng và được giao quyền chỉ huy mọi binh đoàn Liên bang. Ông lập tổng hành dinh với Binh đoàn Potomac, mặc dù Meade vẫn là người chỉ huy chính thức của binh đoàn này. Thiếu tướng William Tecumseh Sherman thay Grant làm chỉ huy của phần lớn các binh đoàn miền Tây.